# Понсе де Леон, Даниэль
Даниэ́ль Арма́ндо По́нсе де Лео́н Ме́ндес (исп. Daniel Armando Ponce de León Méndez; род. 27 июля 1980, Сьюдад-Куаухтемок, Чиуауа, Мексика) — мексиканский боксёр-профессионал, выступавший от легчайшей до второй полулёгкой весовых категорий. Чемпион мира во 2-й легчайшей (версия WBO, 2005—2008) весовой категории.

## 2001—2007
Дебютировал в марте 2001 года.
В феврале 2005 года Понсе де Леон уступил по очкам Селестино Кабальеро.
В октябре 2005 года победил Сода Лоокнонгинятоя и завоевал титул чемпиона во 2-й легчайшей весовой категории по версии WBO.
В 2006—2007 годах Понсе де Леон успешно защищал свой титул, победив Херсона Герреро, во 2-й раз Сода Лоокнонгинятоя, Эла Сигера и Джерри Пеньялосу.

## 11 августа2007Даниэль Понсе де Леон —Рей Баутиста
- Место проведения:  ЭмДжиЭм Гранд, Лас-Вегас, Невада, США
- Результат: Победа Понсе Де Леона техническим нокаутом в 1-м раунде
- Статус: Чемпионский бой за титул WBO во 2-м легчайшем весе (5-я защита Понсе де Леона)
- Рефери: Джон Шорли
- Время: 2:30
- Вес: Понсе Де Леон 54,90 кг; Баутиста 55,06 кг
- Трансляция: HBO BAD

В августе 2007 года Даниэль Понсе де Леон защищал свой титул против непобежденного филиппинца Рея Баутисты. В конце 1-го раунда Понсе де Леон провел двойку в челюсть претенденту. Баутисту повело и он свалился на канвас. Он поднялся, но его сильно качало. Рефери позволил ему продолжить бой. Чемпион набросился на Баутисту, и провел несколько точных ударов в челюсть. Филиппинец вновь упал. Рефери сразу же остановил бой, не открывая счет.

## 8 декабря2007Даниэль Понсе Де Леон —Эдуардо Эскобедо
- Место проведения:  ЭмДжиЭм Гранд, Лас-Вегас, Невада, США
- Результат: Победа Понсе де Леона единогласным решением в 12-раундовом бою
- Статус: Чемпионский бой за титул WBO во 2-м легчайшем весе (6-я защита Понсе де Леона)
- Рефери: Кенни Бейлесс
- Счет судей: Аделейд Бёрд (95—94), Дуэйн Форд (96—93), Роберт Хойл (97—92)
- Вес: Понсе де Леон 54,90 кг; Эскобедо 55,30 кг
- Трансляция: HBO PPV
- Счёт неофициального судьи: Харольд Ледерман (116—112 Понсе де Леон)

В декабре 2007 года Понсе де Леон вышел на ринг против соотечественника Эдуардо Эскобедо. Чемпион имел преимущество и победил единогласным решением судей. Поединок проходил в рамках шоу, организованного телеканалом HBO, главным событием которого был бой Флойд Мейвезер — Рикки Хаттон.

## 7 июня2008Даниэль Понсе де Леон —Хуан Мануэль Лопес
- Место проведения:  Бордуок Холл, Атлантик-Сити, Нью-Джерси, США
- Результат: Победа Лопеса техническим нокаутом в 1-м раунде в 12-раундовом бою
- Статус: Чемпионский титул WBO во 2-м наилегчайшем весе (7-я защита Понсе де Леона)
- Рефери: Майк Ортега
- Время: 2:25
- Вес: Понсе де Леон 54,90 кг; Лопес 54,90 кг
- Трансляция: HBO

В июне 2008 года Понсе де Леон вышел на ринг против непобеждённого пуэрториканца Хуана Мануэля Лопеса. В середине 1-го раунда Лопес провёл встречный хук в челюсть и мексиканец, зашатавшись, упал на пол. Он поднялся на счёт 5. Лопес бросился его добивать. Чемпион попытался уйти в защиту, но долго простоять на смог. Лопес загнал его в угол и провел серию точных хук в челюсть. Понсе де Леон рухнул на пол. Он еле встал, но тут же упал на канаты. Рефери прекратил счёт и остановил бой.
- В 2010 году нокаутировал Орландо Круса
- 5 марта 2011 года проиграл американцу, Эдриэну Бронеру.
- 4 мая 2013 года Понсе де Леон техническим нокаутом в 9-м раунде проиграл мексиканцу Абнеру Маресу.